# テレビ金沢Newsリアルタイム
『テレビ金沢Newsリアルタイム』（テレビかなざわニュースリアルタイム）は、テレビ金沢で土曜日に放送されていたニュース番組。

## 概要
- 『NNN Newsリアルタイム サタデー』の石川県内向けのニュースで、ローカルニュース用のタイトルとなる。アナウンサーは交代で担当。なお、平日夕方のローカルニュースは『となりのテレ金ちゃん』（金曜日は『花のテレ金ちゃん』）のニュースで伝えられる。
- ニュースタイトルおよびサブ項目は『NNN Newsリアルタイム』と同一デザイン。また、オープニングのBGMは平日版全国ニュースの「リアルFLASH」のものを使用している。
- 番組開始時より放送時間が18:20～18:30となっていたが、2009年4月4日より放送時間が30分繰り上げとなった。
- なお、『テレビ金沢Newsリアルタイム』は2010年3月27日の放送で終了した（『NNN Newsリアルタイム サタデー』が終了するのに伴うため）。

## タイムテーブル
- 17:30 - 17:50 : NNN Newsリアルタイム サタデー（日本テレビ発）
- 17:50 - 18:00 : ローカルニュース（協力：読売新聞、北國新聞）および天気予報

## 年末年始
- 2006年以降の年末年始の放送形態は以下の通り。

2006年
- 12月29日から1月4日まで『びービーみつばち』が休止。12月29日から1月3日までは『NNNニュース』が放送された。1月4日は17:50から19:00まで『Newsリアルタイム』が放送された。内容は以下の通り。
- 17:50～18:16 - 全国ニュース
- 18:16 - リアル特集
- 18:36 - エンタメスポーツ

【ここまで日本テレビ受け】
- 18:46ごろ - エンタメスポーツを飛び降りしてテレビ金沢のスタジオに切り替わり県内ニュースの予告（ただし、途中で切れてしまう。）
- 18:48ごろ - 県内ニュース、お天気情報、あすの『びービーみつばち』の予告

※県内ニュースでの項目テロップ、キャスターテロップは全国ニュースと同じだった。
2007年
- 『びービーみつばち』は12月26日から2008年1月4日まで休止。12月26日から12月28日と1月4日は『News　リアルタイム』として放送された。

2008年
2009年
- 12月25日は、『花のテレ金ちゃん』を休止。17時台および18時台の「リアルSPORTS」までは『News リアルタイム』をフルネット。18:46ごろからは、石川県内のニュース・「北陸3県いいとこどり～」・天気予報を放送。なお、『となりのテレ金ちゃん』は2010年1月4日より放送。